# Западный Йоркшир (городская агломерация)
Городска́я агломера́ция За́падный Йо́ркшир — крупнейшая городская агломерация региона Йоркшир и Хамбер с населением около 1,5 миллионов человек.  Основной город агломерации — Лидс.

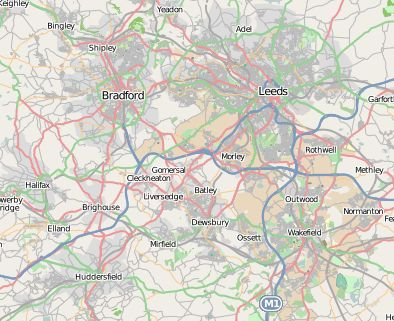
Городская агломерация Западный Йоркшир

По данным министерства статистики Англии (Office for National Statistics) в 2001 году городская агломерация Западный Йоркшир состояла из 16 населенных пунктов с общей численностью населения 1 499 465 человек.

## Список населенных пунктов
Населенные пункты городской агломерации Западный Йоркшир приведены в порядке убывания численности населения.
- Лидс 443 247
- Брадфорд 293 717
- Уэйкфилд 76 886
- Дьюсбери 54 341
- Морли 54 051
- Кэйли 49 453
- Бэтли 49 448
- Падси 32 391
- Бригаус 32 360
- Гайсли/Йидон 31 381
- Шипли 28 162
- Клэкхитон и Ливерсэдж 26 796
- Лофтхаус/Стэнли 22 947
- Холмфирт/Хонли 22 690
- Осет 21 076